# Volcán Cayambe
El Cayambe es un estratovolcán activo, situado en el norte de Ecuador, en la Provincia de Pichincha. Perteneciente a la cordillera de los Andes, específicamente a los Andes septentrionales, cuenta con una altitud de 5790 m s. n. m.; por lo que es la tercera montaña más alta del Ecuador y de los Andes septentrionales, sólo superado por el volcán Chimborazo y el volcán Cotopaxi.
Su última erupción se remonta a 1785 y 1786; no obstante, se encuentra en constante observación por parte del Instituto Geofísico de la Escuela Politécnica Nacional. Se localiza a 17 km al este de la ciudad de Cayambe, a 37 km al sur de Ibarra, a 38 km al sureste de Otavalo y a 57 km al noreste de Quito. El volcán y sus alrededores forman parte del Parque Nacional Cayambe-Coca, una reserva que forma parte del Sistema Nacional de Áreas Protegidas del Ecuador. El Cayambe es considerado el monumento natural más emblemático del cantón homónimo; asimismo, es el atractivo turístico de la zona.

## Toponimia
Sobre el origen del nombre existen varias teorías. Según el libro Montañas del Sol (ver referencias) el nombre Cayambe proviene del idioma quitu. En esta lengua cay significa joven y bi, agua o fuente de la vida. Según Marco Cruz (EC), autor de la mejor guía en castellano de Los Andes ecuatorianos (ver referencia), en cambio, el nombre podría provenir de dos idiomas diferentes: en lengua caranqui kayan significa hielo; en lengua quechua, en cambio, cajan significa lugar alto y frío.
Sobre la base de la investigación lingüística en la tesis Aportes al Ordenamiento Territorial desde la Cosmovisión de los Pueblos Originarios, PUCE, Quito (2013), el fonema KAYANPI es tsa'fiki lengua de los Tsa´chilas de Santo Domingo, provincia de Ecuador. Esta lengua forma parte del mundo lingüístico Chibcha del Valle del Cauca, Colombia la misma que se compone de dos sufijos que dan la traducción al topónimo de la siguiente manera.
KAYAN= HERMANO EN TSA´FIKI
PI= AGUA, CUYO FONEMA ES COMÚN EN TODAS LAS LENGUAS DERIVADAS DEL MUNDO LINGÜÍSTICO QUECHUA
Por lo referido anteriormente y sobre la base de la heráldica de las comunidades en la región norte de Ecuador, se deduce que los Kitukaras tenían una lengua originaria conocida como SHIRIPALA, mezcla del Awapi, Chapala y Tsa´fiki que eran hablados por los Awá, Chachis y Tsa´chilas respectivamente. Esta aseveración tiene mucho que ver con la región norte de América del Sur pues era el Chinchaysuyu la región que formaba parte del Tawantinsuyu y delimita lo que actualmente es Colombia, Venezuela y Ecuador.

## Características geográficas
Según mediciones topográficas del Instituto Geográfico Militar ecuatoriano, el Cayambe tiene una altitud aproximada de 5.790 m sobre el nivel del mar.

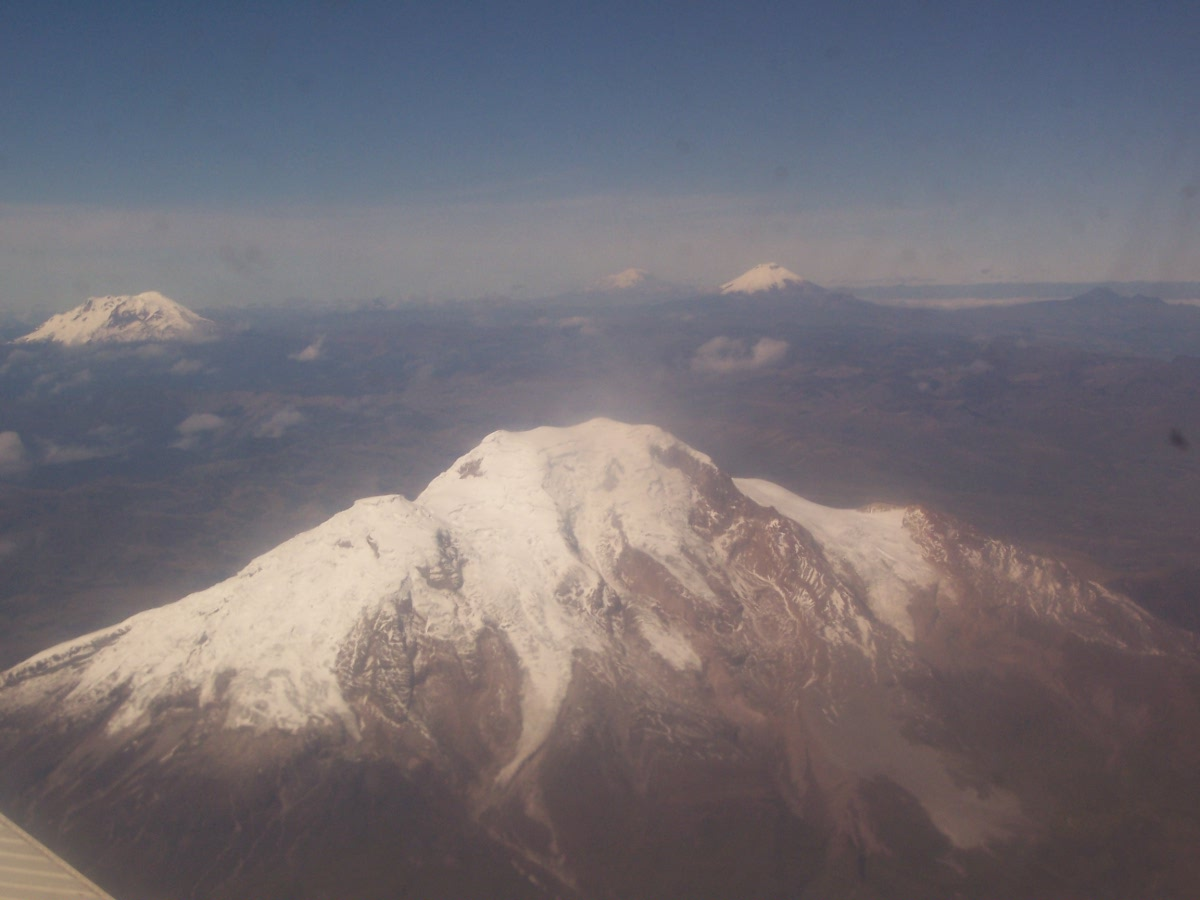
Volcán Cayambe en la ruta de los volcanes, atrás el Antisana, luego el Cotopaxi y al fondo el Chimborazo.

Al pie occidental del volcán se encuentra la ciudad de Cayambe, nombrada así por el volcán.
El Cayambe es el secreto de muchos andinistas en Ecuador; mucho menos popular que el Cotopaxi. Ofrece una ascensión igual de hermosa, pero por una ruta mucho menos transitada.
Humboldt tras su visita a Ecuador escribió sobre este volcán:

«Esta montaña puede ser considerada como uno de los monumentos con los cuales la Naturaleza ha hecho una gran diferencia en la Tierra.»

El Cayambe se encuentra a unos 20 km al este del pueblo del mismo nombre (Provincia de Pichincha; se encuentra cerca a la ciudad de Quito) y su cumbre está apenas 3 km al norte de la Línea del Ecuador.
Ésta atraviesa uno de los glaciares del volcán, alcanzando en él, su punto más alto y el único en el que tiene hielo permanente. Con sus 5.790 metros, este volcán es la tercera cumbre más alta del Ecuador.
El Cayambe forma parte de la cordillera Central del norte (también llamada Cordillera Real), que incluye otros importantes nevados, como el Cotopaxi. La cordillera Central es uno de los cordones principales que rodea la hoya de Quito, la capital de Ecuador (el otro cordón corresponde a la cordillera Occidental).
A 4600m de altura se encuentra el refugio Ruales-Oleas-Berge, accesible en vehículo 4x4 por un camino que normalmente está en malas condiciones. El refugio fue llamado así tras la muerte por avalancha de tres andinistas (dos ecuatorianos y un francés), accidente que ha alimentado la fama de peligroso del Cayambe.
Sin embargo, pese a la gran cantidad de grietas que se pueden encontrar, el Cayambe no es más peligroso que otros volcanes cercanos, como el Cotopaxi o el Antisana.
Desde el refugio se puede contemplar y acceder fácilmente al "Glaciar Hermoso", lugar ideal para realizar prácticas de andinismo.

## Actividad volcánica
En el año 2016 se reportó un incremento de la actividad sísmica, posiblemente similar a la que se dio en el Cotopaxi en 2015. Desde entonces es monitoreado con más énfasis.

## Montañismo
La primera ascensión del Cayambe la realizó la expedición formada por el británico Edward Whymper (el mismo que consiguió la primera ascensión del Matterhorn) y dos guías alpinos italianos, los Carrel (tío y sobrino). Durante su estadía en Ecuador, estos eximios montañistas ascendieron prácticamente todos los volcanes de este país, sumando numerosas primeras ascensiones.
La ascensión del Cayambe no requiere de mayores exigencias técnicas (dificultad I/F), pero hay que ser sumamente cuidadoso con las innumerables grietas, especialmente al principio y al final de la ascensión. La ruta principal transcurre por un terreno de moderada inclinación y sólo en su parte final ve aumentada su pendiente a 45° y el número de grietas y seracs que se deben sortear, factores que hacen de la excursión algo inolvidable.